# جون إل. هيد
جون إل. هيد (بالإنجليزية: John L. Head)‏ هو مدرب كرة سلة أمريكي، ولد في 22 يوليو 1915 في سبرينغفيلد في الولايات المتحدة، وتوفي في 4 مايو 1980 في هندرسون في الولايات المتحدة.

## روابط خارجية
- جون إل. هيد على موقع قاعة مشاهير كرة السلة للسيدات (الإنجليزية)
- جون إل. هيد على موقع قاعة تينيسي للمشاهير الرياضية (الإنجليزية)